# 森川正明
森川 正明（もりかわ まさあき、1992年3月7日 - ）は、バスケットボール選手である。身長191cm、体重86kg、右利きで、ポジションはスモールフォワード。

## 来歴
福井県出身。松本小学校、進明中学校、福井商業高校、愛知学泉大学を経て、2013年にNBL 2部(NBDL)豊田合成スコーピオンズに加入。バスケは小学生時代に松本ミニバスケットボールクラブで始めた。

### 福井商高時代
3年時（2009年）のウインターカップ福井県予選は、準決勝で高志高校に敗退（高志高校は決勝で北陸高校に敗退）。福井商高はその後、順位決定戦で藤島高校に勝利し、3位で大会を終えた。

### 愛知学泉大時代
2012年のインカレ（全日本大学選手権大会）1回戦で、東海2位の愛知学泉大学は、関東8位の早稲田大学と対戦。愛知学泉大学はディフェンスで粘る一方、当時3年の森川を中心としたオフェンスが機能し、76-71で勝利。同大のインカレ1回戦突破は2008年来。しかし2回戦では、この大会で優勝した東海大学に63-87で敗れた。
2013年のインカレ（全日本大学選手権大会）は1回戦で札幌大学を破った後、2回戦で、この大会で優勝した青山学院大学に50-88で敗れた。

### プロ入り後
豊田合成スコーピオンズ所属時の2014-15シーズンには、シーズンフリースロー成功率のリーグ1位(86.1%)を獲得、2015-16シーズンは、NBDL シーズンベスト5にフォワードとして選ばれた。
Bリーグ開幕の2016年にシーホース三河に移籍した。三河では日本代表の金丸晃輔と同ポジションの控えという立場で出場時間は伸び悩んだが、貴重な控えとしてチームに貢献を続けた。
2019-20シーズンは26試合に出場し、平均出場時間9.5分、4.3得点、0.7アシスト。3ポイントシュートは31投中19回の成功(61.3%)、フィールドゴールは68投中48回の成功(58.8%)、フリースローは14投中13回の成功(92.9%)という高いシュート成功率を記録した。
2020年5月26日に、横浜ビー・コルセアーズ入団が発表された。
2020年11月15日、シーズン第9節のゲーム2、古巣のシーホース三河との対戦では30分34秒のプレータイムで13得点、4アシストと奮闘。しかし、横浜ビー・コルセアーズは84-88とわずか4点差で勝利には届かず、森川は悔し涙を流した。
2020-21シーズンは、シーズンを通してスターティングメンバーに定着して出場を続け、シーズン総出場時間の1604分はチーム１位だった。59試合に出場(54先発)、１試合平均で27.2分出場、9.5得点、2.1アシスト、0.6スティールを記録した。
同シーズンは３ポイントシュート成功率40.8%（リーグ６位）を記録。「2020-21シーズン最も成長し来季の活躍が期待される選手」に贈られる「B.LEAGUE AWARD SHOW 2020-21『NEXT STAR賞 by 日本郵便』」において３位を受賞した。
得意技の３ポイントシュートに関して、横浜ビー・コルセアーズでの練習中の動画が公開されている。
2021年11月、チームメイトの須藤昂矢とともに、スポルディングのブランドアンバサダーに名を連ねる。スポルディングは横浜ビー・コルセアーズとパトナーシップを結んでいるが、森川は須藤ともども、2021-22 シーズンより個別にもサポートを受けることとなった。
2021年11月、「FIBAバスケットボールワールドカップ2023 アジア地区予選」Window1の日本代表候補に29歳で初選出される。「30になる年で初選出されるという意味を考えなければいけない」「この合宿に経験するためだけに来たのではなく、しっかりメンバーに残って代表戦を戦ってみたいという気持ちが強い」と森川は思いを語っている。
2021-22シーズンは、57試合に出場(57先発)、１試合平均で26.0分出場、10.7得点、2.0アシスト、0.6スティールを記録した。
横浜ビー・コルセアーズとの契約は2022-23シーズンまでだったが、チームとの協議の上で2021-22シーズンのオフに契約を解除し、再度契約を結び直した。
2023年6月8日、横浜ビー・コルセアーズを退団し、同年6月14日長崎ヴェルカ入団が発表された。

## 人物

### バスケットボールプレイヤーとしての特徴
- 強気なドライブや泥臭いハッスルプレーが持ち味[13]これから伸ばしていきたい課題について判断力を上げている[14]。

### その他
- 父親が日本人、母親はフィリピン人のハーフである[15]
- 影響を受けた指導者は、大学時代のコーチである山本明先生(愛知学泉大)][14]
- 試合前にすることはバナナとゼリーを食べる[14]
- 背番号６を好むが、シーホース三河では6番が空いてなかったので数字を逆さにした9をつけている[14]。
- 一緒にプレーしたい選手はルカ・ドンチッチ、実際に対戦してすごいと感じた選手は金丸晃輔[14]
- 愛用のバッシュメーカーはNIKE[14]
- 座右の銘は「現状維持は衰退の始まり」[14]
- 好きな芸能人はずん飯尾／宇賀なつみ、好きな音楽・アーティストはベリーグッドマン[14]
- 好きな映画はエニイ・ギブン・サンデー、好きな本はTim Grover - Relentless[14]
- 好きな食べ物はカルボナーラ、苦手な食べ物は刺身・お寿司。[14]
- 初恋は小2の時、同じクラスの子、恋人に作ってもらいたい料理はオムライス。[14]
- 自分の性格を一言で言うと、めんどくさがりや。[14]
- 得意料理はポトフ[14]
- 飼いたいペットはシベリアンハスキー[14]
- 勝負飯はカレー[14]

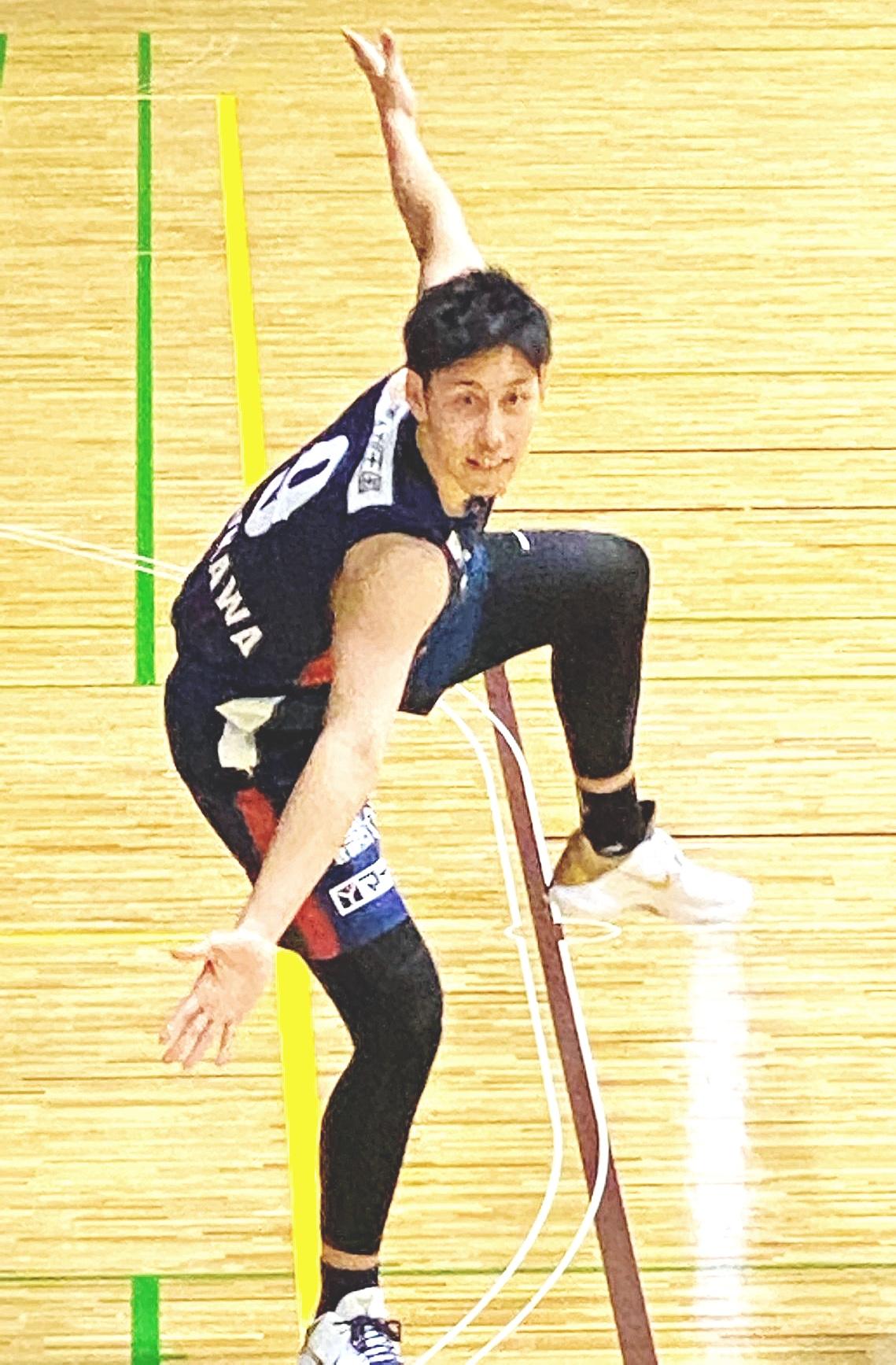
森川貴明は双子の弟で　2012年のぎふ清流国体には福井県成年男子の代表として兄弟そろって出場。貴明は仁愛大を卒業後、2019年に第１回全日本社会人バスケットボール選手権大会（3月16～18日に鳥取で開催）にDARK RED CRABS（福井県）のメンバーとして出場。また同年8月には福井県成年男子のメンバーとして石川県ミニ国体に出場している。
- 横浜ビー・コルセアーズの選手紹介

2020-21 ｢フォレストリバーに夢がもりもり　正に明らか俺がモリカワ ｣
2021-22 ｢ワイルドスピード　漢森川　勝負を決めろ　エースの一撃｣